# Kölner Klinikenskandal
Mit dem Kölner Klinikenskandal befasste sich im Januar und Februar 2013 fast die gesamte deutsche Presse. Es ging um die mediale Skandalisierung eines bis heute – aufgrund unterschiedlicher Berichte – nicht vollständig geklärten Vorgangs in der medizinischen Versorgung einer jungen Frau, nachdem diese sich auf einer Parkbank wiederfand, ohne zu wissen, wie sie dorthin gekommen war. Im Raume standen K.-o.-Tropfen, vermutete Vergewaltigung und es ging um die Verordnung der Pille danach.

## Die Ereignisse im Januar 2013
Eine junge Frau fand sich am 15. Dezember 2012 auf einer Parkbank in Köln-Kalk wieder, ohne zu wissen, wie sie dorthin gekommen war. Der Erstkontakt zu einer Allgemeinärztin im Notdienst des Kölner Heilig-Geist-Hospitals sollte mit einer gerichtsfesten Untersuchung auf Vergewaltigung und Schwangerschaft in der Notfallambulanz des St.-Vincenz-Hospitals fortgeführt werden, wobei die Allgemeinärztin ein Rezept für die Pille danach ausgestellt hatte. Dabei ergaben sich Schwierigkeiten bei der nicht mehr bestehenden Befähigung der Notfallambulanz zu der gewünschten gynäkologischen Untersuchung. Im weiteren Verlauf hatte der Kölner Stadtanzeiger ein Szenario angenommen, bei dem moralische Direktiven des Kölner Erzbischof Joachim Kardinal Meisner im Spiel seien, die Druck auf Ärzte an beiden Kliniken in katholischer Trägerschaft ausüben.

## Beschuldigungen gegen den Kölner Erzbischof Joachim Meisner
Dem damaligen Erzbischof von Köln Joachim Meisner und der katholischen Kirche wurden die Vorgänge in einer Klinik in ihrer Trägerschaft als Verstoß aus moralischen Gründen gegen Recht und Gesetz angelastet. Startpunkt war ein Artikel im Kölner Stadtanzeiger vom 16. Januar 2013 mit der Überschrift „Hilfe nach Vergewaltigung. Kirche setzt Ärzte unter Druck“, der sich im Nachhinein in den Grundannahmen als nicht zutreffend herausstellte.

## Kontroverse Deutungen und Skandalisierung
Gegenstand des Skandals war ein Verwaltungsvorgang: „Zwei Ärztinnen hatten telefonisch beraten, wie und wo eine Patientin am besten untersucht werden könnte.“ Es sollte eine gynäkologische Untersuchung zur Sicherung gerichtsverwertbarer Spuren nach der vermuteten Vergewaltigung einer jungen Frau unter K.-o.-Tropfen-Einfluss in einer Notfall-Ambulanz erfolgen. Die telefonische Weiterverweisung zu einer anderen befähigten Klinik wurde dabei als „Abweisung“ einer Vergewaltigten gedeutet. Dies erfolgte aufgrund einer in der Notfallambulanz nicht mehr vorhandenen Befähigung und fehlender Tests zur Anonymen Spuren-Sicherung (ASS). Die mit ihrem Ansinnen nicht erfolgreiche Allgemeinärztin schaltete die Presse ein. Im weiteren Verlauf der Skandalberichte und deren Kommentierung stand die These eines kirchlichen Beratungsverbots und Verweigerung einer gynäkologischen Untersuchung im Vordergrund. Die zeitnah erfolgte Richtigstellung seitens des beteiligten St.-Vincenz-Hospitals über die Nicht-Existenz eines solchen Beratungsverbots gemäß den ethischen Leitlinien der Klinik wurde in den Medien weitgehend ignoriert – auch der Umstand, dass die Betroffene die Notfall-Ambulanz gar nicht betreten hatte. Sehr wohl werde an katholischen Kliniken keine „Pille danach“ verordnet, teilte der Pressesprecher des Erzbistums Köln Christoph Heckeley mit.
Der nordrhein-westfälische Landtag befasste sich Ende Januar mit dem Kölner Klinikenskandal.

## Ende des Kölner Klinikenskandals mit einer ARD-Talkshow
Einen vorläufigen Abschluss und zugleich Höhepunkt fand der Skandal in der NDR-Sendung „Günther Jauch“ am 3. Februar 2013. Die Fernsehsendung sollte sich nach Angaben von Andreas Cichowicz, Chefredakteur Fernsehen des NDR, mit der Fragestellung befassen: „Erstens, ob das Verhalten zweier Kölner Ärzte einer organisatorischen Handlungsrichtlinie folgte“ und wenn das zutreffe „Zweitens, inwieweit damit die katholische Morallehre über die Gesetzeslage, konkret den Versorgungsauftrag“ des Krankenhauses gestellt werde. Dabei musste sich der Sender die Kritik gefallen lassen, entlastendes Material für Klinik und kirchlichen Träger in dem aufgegriffenen Fall nicht weiter berücksichtigt zu haben. Dazu gehörten:
- eine Pressemitteilung des Krankenhausträgers, der Hospitalvereinigung der Cellitinnen, vom 16. Januar 2013 mit Erläuterung zu den ethischen Leitlinien,[8]
- ein WDR-Interview mit dem ärztlichen Klinikdirektor Dietmar Pennig mit Klarstellungen zur gerichtlichen Verwertbarkeit von ASS-Untersuchungen vom 22. Januar,[9] und
- eine Mitteilung des nordrhein-westfälischen Gesundheitsministeriums, das von der Deutschen Presseagentur am 23. Januar 2013 verbreitet worden war und das Geschehen als Einzelfall wertete.

Moderator Günther Jauch stellte in der Fernsehsendung keine Nachfragen zu den eigentlichen Vorgängen, sondern konfrontierte seinen Gast Publizist Martin Lohmann als Vertreter einer kirchlichen Position mit Extrembeispielen, die Lohmann später als „übergriffig“ kritisierte („Würden Sie Ihrer 13-jährigen Tochter nach einer Vergewaltigung die „Pille danach“ verweigern?“).

## Journalistenpreise für den Kölner Klinikenskandal
Medienforen zeichneten die beiden beteiligten Print-Redakteure Peter Berger als Kontaktmann zur Allgemeinärztin und Joachim Frank als Kommentator vom Kölner Stadtanzeiger für den Kölner Klinikenskandal mit Medienpreisen aus, wobei als Begründung für die Verleihung des Wächterpreises der deutschen Tagespresse im Jahr 2014 die erzielte öffentliche Aufregung diente. Die Jury gab „medialen Effekten wie Öffentlichkeitswirkung den Vorzug vor berufsethischen Kriterien von Recherchesorgfalt und Wahrheitsanspruch“, urteilte Hubert Hecker in seiner Monografie.

## Rezeption und Kritik an Hatespeech
Hecker wirft in seinem Buch dem Kölner Journalisten Joachim Frank vor, „verbale Keulenschläge“ im Sinne von Hatespeech gegen Kirche und Kleriker verwendet zu haben. Er analysierte ein Verfahren, das sich am Vorbild Voltaires („Écrasez l’infame!“) orientierte: „Er (Voltaire) ging auf einzelnes Fehlverhalten von Priestern und Ordensleuten ein, bauschte sie auf zu großen Verbrechen. Dann verallgemeinerte er sein Urteil auf alle Kleriker, um schließlich dem System Kirche Vernichtung anzudrohen. Joachim Frank ging in diesem Fall ähnlich vor.“ Als Beleg für Franks Sprache nennt er die sprachliche Formulierung „Abgebrühtheit“ gegenüber Vergewaltigungsopfern, wobei namentlich Kardinal Joachim Meisner genannt wurde. Katholische Geistliche bezeichnete Frank als „zölibatäre Priesterkaste“. Er spricht von „Kirchenoberen, die eine seelenlose Moral predigen“. Die Kirche würde eine „Perversion von Moral“ betreiben, die das „Zusammenleben vergiftet!“ „Für diese unselige Allianz von konservativen Kirchenkräften“ gelte: Man könne das System „nicht reformieren. Man kann es nur sprengen.“ In der Dokumentationsseite für den Wächterpreis findet sich die Erklärung: Es motivierte den Journalisten die Überzeugung, „dass hinter Einzelfehlern von kirchlichen Mitarbeitern ein perverser kirchlicher „Moralismus“ stehe“. Hecker schlägt entsprechend seinem Buchtitel vor, aufgrund der verbalen Entgleisungen, der falschen Annahmen und schnellen Verurteilungen in der Presse den „Kölner Klinikenskandal“ als „Kölner Kliniken- und Medienskandal“ zu bezeichnen. Eine Verhandlung des Falles vor Gericht fand nicht statt.